# 聯合太平洋鐵路
联合太平洋铁路（英語：Union Pacific Railroad，：UNP），总部位于内布拉斯加州奥马哈，拥有現今全美國最大的鐵路網絡。员工总数超过44,000人，机车数量超过8,000辆，覆盖线路超过31,900英里，遍布美国中部和西部23个州。現時公司主席兼行政總裁為詹姆斯·楊（James R. Young）。多年来，联合太平洋铁路兼併了多家铁路公司，包括密苏里太平洋铁路、芝加哥和西北铁路、西太平洋铁路、密苏里-堪萨斯-得克萨斯铁路、南太平洋铁路等。同時，聯合太平洋鐵路也控股持有墨西哥鐵路公司Ferromex的26%的股份。公司目前最大競爭對手為BNSF鐵路公司，其營運範圍與聯合太平洋鐵路相近。

## 歷史
1862年亚伯拉罕·林肯總統簽署“太平洋鐵路法案”後，聯合太平洋鐵路於1862年7月1日成立，旨溝通密西西比河和太平洋海岸的交通，加強美國內戰中北方的實力。鐵路從康瑟尔布拉夫斯開始，跨越密蘇里河向西築路。同時中央太平洋鐵路從舊金山灣向東築路，並和聯合太平洋鐵路接軌。联合太平洋铁路使用内战中担任战地工程的爱尔兰移民。1869年5月10日，两线在犹他州奥格登以西53英里的山峰角交汇，第一条横贯大陆铁路正式贯通。
隨後，聯合太平洋鐵路獲得了三條摩門教徒修築的鐵路作為支線：“猶他中央鐵路”從鹽湖城至奧格登，“猶他南方鐵路”從鹽湖城至猶他山谷，以及“猶他北部鐵路”從奧格登向北進入愛達荷州。通過收購既有線或修築新線的方式，聯合太平洋鐵路也擁有了前往丹佛、波特蘭和西北太平洋沿岸的支線。聯合太平洋鐵路還獲得了堪薩斯太平洋鐵路 (稱為聯合太平洋鐵路東部分部)，丹佛經新墨西哥至德克薩斯的鐵路 (稱作聯合太平洋、丹佛和海灣鐵路)，以及通向科羅拉多山谷腹地的窄軌鐵路。

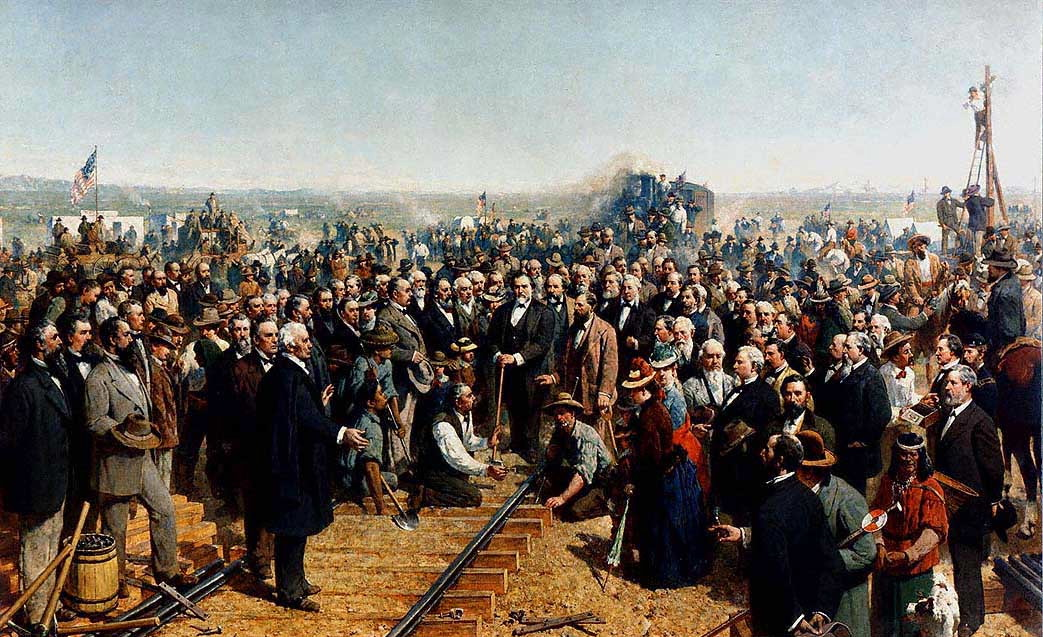
最後的道釘托馬斯.希爾著 (1881年)

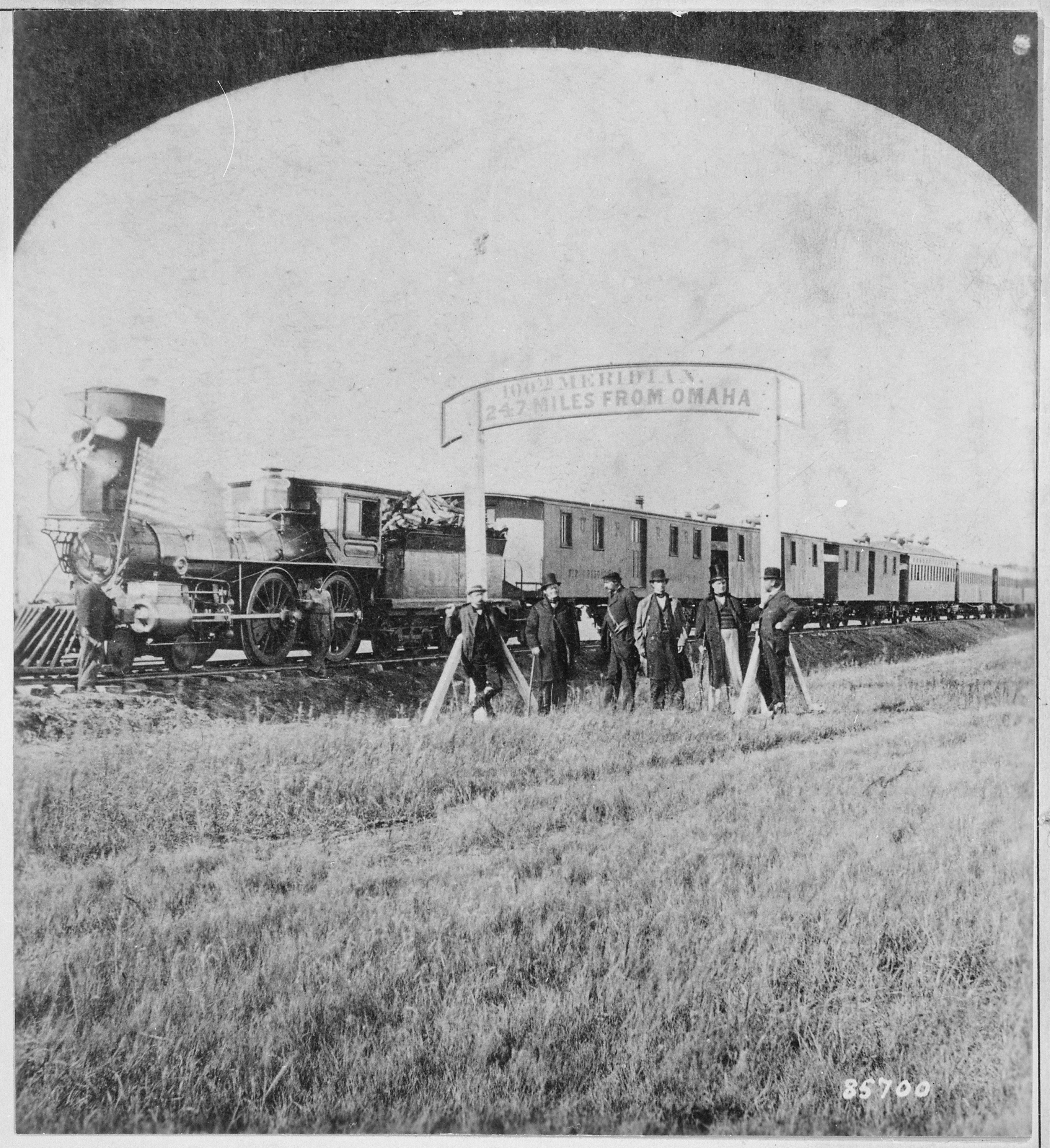
聯合太平洋鐵路領導們於1866年10月位於西經100度標誌旁，該地位於內布拉斯加州，奧馬哈以西約250英里 (400公里)，現為科薩鎮；背景為此次活動搭乘的列車，許多東部的資本家、新聞記者及社會名流應邀參加

UP於1872年曾卷入美國莫比利埃信託醜聞，涉嫌股票投機及向國會議會行賄。其導致來1870年代UP第一次破產重組。1880年1月24日，UP以Union Pacific Railway為名完成了破產重組，主要持股者為Jay Gould。1893年，新公司又遭破產，並於1897年7月1日完成重組，重新更名於原名。如此的反覆破產和重組在美國鐵路公司發展史上曾經很常見。在動蕩期聯合太平洋鐵路曾出售部分路軌：中央分部售予密蘇里太平洋鐵路，南方分部售予密蘇里、堪薩斯德克薩斯鐵路。然而當UP實力恢復後，便開始重新贏得主動。1901年UP控制了南太平洋鐵路，但此舉遭到美國聯邦最高法院的反對。此外UP於1936年在愛達荷州建立了“日光山谷”滑雪樂園，奧馬哈的機械分部設計並承建了第一條登山索道。1980年代UP收購了密蘇里太平洋鐵路和密蘇里、堪薩斯和德克薩斯鐵路，並於1996年正式收購南太平洋鐵路。
至公司建立起，聯合太平洋鐵路的鐵路運營中心一直位於內布拉斯加州奧馬哈市。奧馬哈市内其他重要設施有UP奧馬哈車輛所 (已撤銷)、哈里曼調度中心。公司總部從建立起至1980年代中期位於紐約市，後遷往賓夕法尼亞州伯利恆市、德克薩斯州達拉斯市，現和運營中心一起位於奧馬哈市區的聯合太平洋中心。
1925年12月31日，聯合太平洋鐵路及其控制下的其他鐵路公司共擁有9,834英里長線路，15,265英里長軌道。至1980年代後期，縮減為9,266英里線路，15,647英里路軌。隨著1980年代後期開始的兼併，路線里程有大幅度的增長。

## 聯合太平洋集團公司

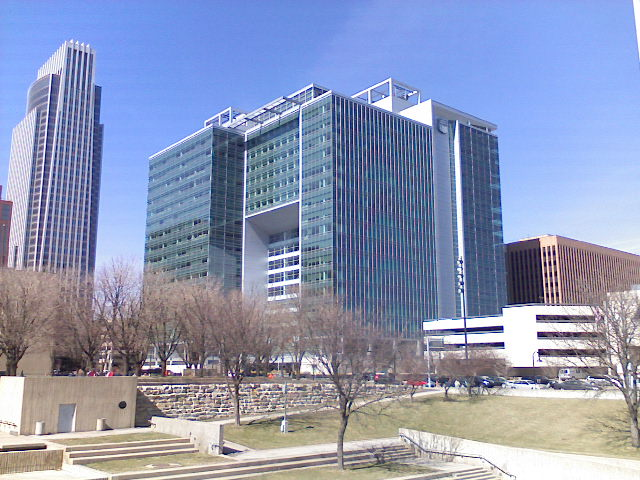
內布拉斯加州奧馬哈市的聯合太平洋鐵路總部大樓

1986年，UP收购了零担运输商“过夜运输 (Overnite Transportation)”，UPS地面运输的前身。2004年，UP通过IPO的方式将其转卖。此外，1980年代末期至1990年代早期，UP还收购了许多其他行业的公司：加利福尼亚州沃森维尔的“天际线运输公司”和“美国污染控制有限公司”等。但到了2000年，理查德 K. 戴维逊就任CEO期间，这些非铁路公司大部分被转卖，仅剩“过夜运输”和“菲尼克斯企业”，后者为“过夜运输”属下研究物流学的子公司。
联合太平洋集团公司 (不仅包括铁路) 的总部1997年以前位于宾夕法尼亚州伯利恒市。理查德 K. 戴维逊任内，总部于1998年9月迁至达拉斯。2000年代後，“天際線運輸公司”和“過夜運輸”相繼從UP分離後，總部前往奧馬哈，和鐵路運營總部合併。

## 目前路線
聯合太平洋線路主要集中在密蘇里河以西地區，現有23州具UP線路：亞利桑那州、阿肯色州、加利福尼亞州、科羅拉多州、愛達荷州、伊利諾伊州、愛荷華州、堪薩斯州、路易斯安那州、明尼蘇達州、密蘇里州、蒙大拿州、內布拉斯加州、內華達州、新墨西哥州、俄克拉何馬州、俄勒岡州、田納西州、德克薩斯州、猶他州、華盛頓州、威斯康辛州、懷俄明州。整個路線網共有21個“分中心”：芝加哥、康瑟尔布拉夫斯、通勤中心、丹佛、厄爾巴索、沃斯堡、休斯頓、堪薩斯城、利沃尼亞、洛杉磯、北小石城、北普拉特、波特蘭、羅斯維爾、聖安東尼奧、聖路易斯、圖森、明尼阿波利斯-聖保羅、猶他、威奇托。每一個分中心下屬數個支部，每個支部負責維護300英里左右的正線和10英里左右的支線。
若不算多線鐵路重複線、貨場線和某些車站側線，2000年3月24日統計，UP共擁有36,206英里 (58,364公里)的路軌。若包括上述重複線路，這個數字為 54,116英里 (87,091公里)。聯合太平洋也和其他一些競爭對手 (主要是BNSF鐵路)達成一系列協議，允許對方機車和列車直接在UP線上行走。
在一級幹線鐵路上，機車的租借和共享相當普遍，因此常常可以在其他公司所屬路軌上看到UP的機車。此外在加拿大、墨西哥也能看到UP的國際聯運車輛。

## 貨場和附屬設施

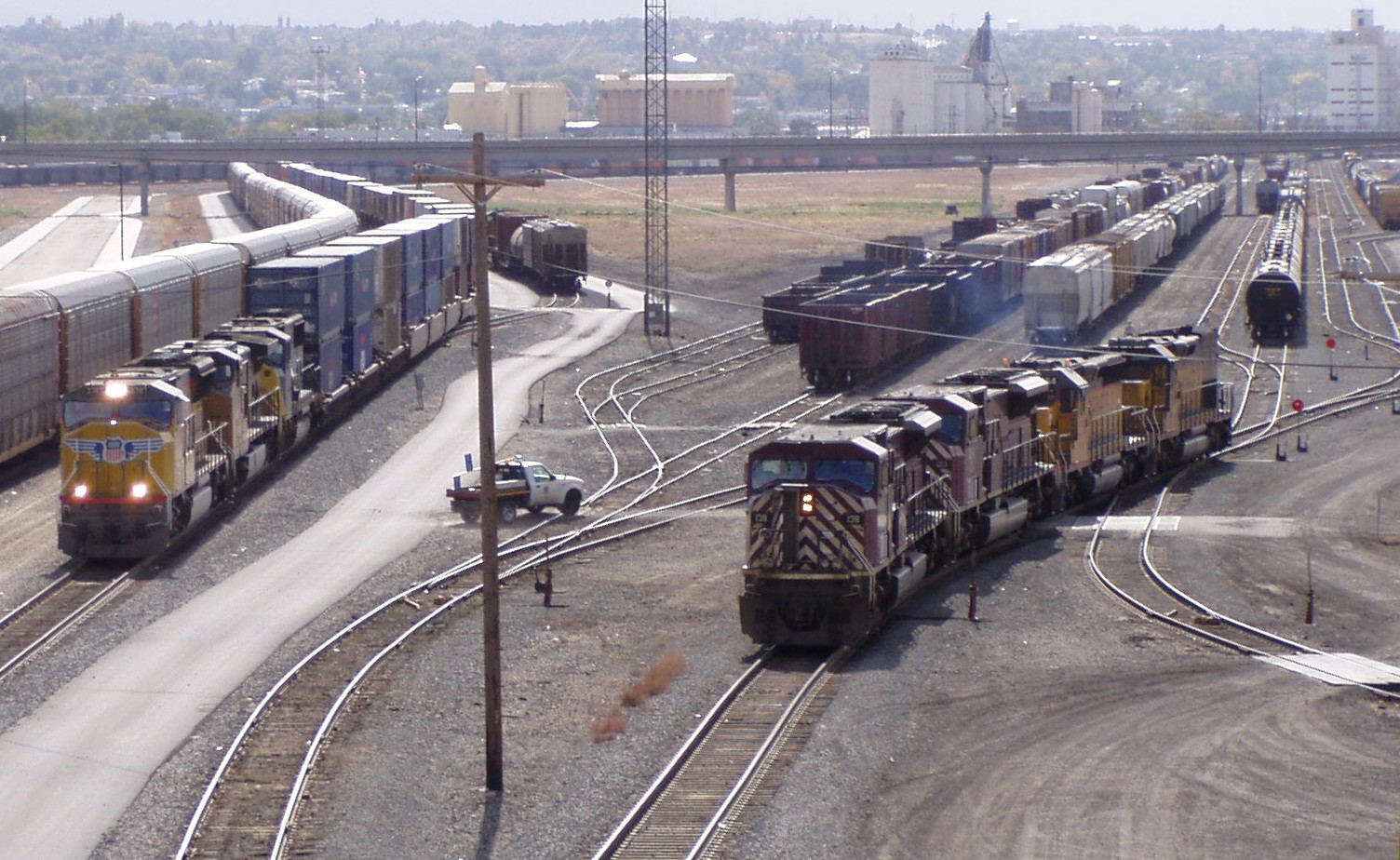
聯合太平洋鐵路在猶他州奧格登的調車場

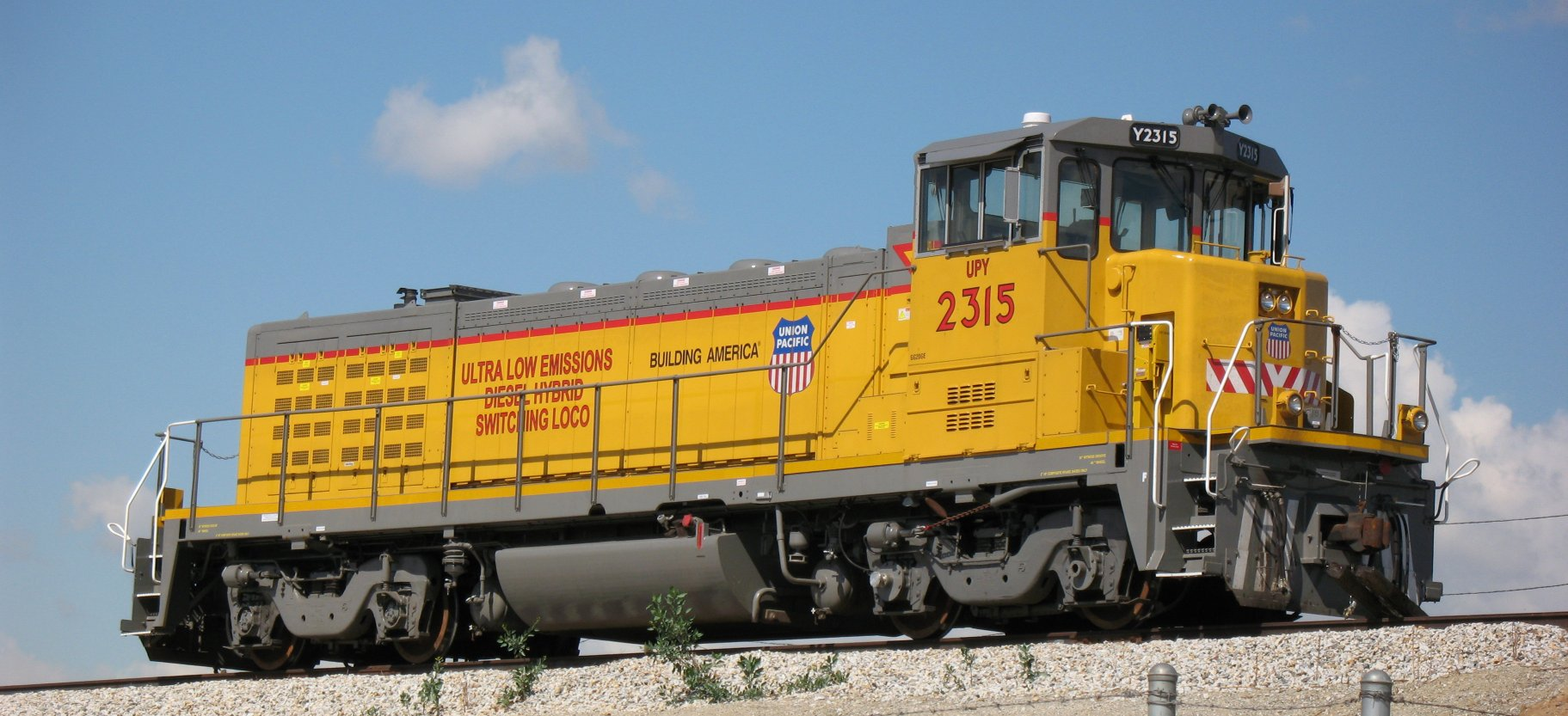
聯合太平洋鐵路新購進的2,000馬力 "綠羊型GG20B" 柴油機車，由“鐵路動力技術公司”生產，共訂購20台

聯合太平洋鐵路系統幾乎遍佈美國的半壁江山，故需要大量的調車場和鐵路貨場以維持系統高效運轉。為了減少排放以適應美國更加嚴格的排放法規，UP從洛杉磯盆地貨場起，投入新一代環境友好型柴油機車。
下列為UP重要的貨場：
- 加利福尼亞州洛杉磯威爾明頓多模式貨櫃轉運中心，主要負責洛杉磯港和長灘港的轉運
- 內布拉斯加州北普拉特巴里調車場，是世界上最大的鐵路編組場
- 俄勒岡州赫米斯頓欣克爾調車場，同時擔負機車維修和保養業務
- 加利福尼亞州羅斯維爾戴維斯貨場，美國西海岸最大的鐵路貨場
- 阿肯色州北小石城詹克斯修理廠，世界上最大的機車修理廠之一
- 全球III級多模式轉運中心，位於伊利諾伊州羅謝爾市，是芝加哥地區重要的運輸集散中心
- 米拉洛馬貨場，主要服務於南加利福尼亞克萊斯勒和福特汽車的分配中心
- UP達拉斯多模式貨場，投資約8000萬美元，為達拉斯城郊外鐵路運輸樞紐
- UP聖安東尼奧多模式貨場，投資約9000萬美元，新建的現代化多模式貨運中心

### 駝峰調車場
駝峰調車場為一建在地勢較高處的調車場，列車解編後，由機車推至坡道前，並沿坡道自由滑入新編組列車，以節省機車往復的時間。UP目前使用駝峰調車場有：
- 德克薩斯州博蒙特調車場
- 加利福尼亞州布魯明頓西科爾頓調車場
- 伊利諾伊州東聖路易斯門道調車場
- 德克薩斯州沃思堡戴維遜調車場
- 俄勒岡州赫米斯頓欣克爾調車場
- 德克薩斯州休斯頓鷹木調車場
- 密蘇里州堪薩斯城奈夫調車場
- 德克薩斯州拉波特斯特朗調車場
- 路易斯安那州利沃尼亞調車場
- 阿肯色州北小石城調車場
- 伊利諾伊州北湖普洛文森調車場
- 內布拉斯加州北普拉巴里調車場
- 阿肯色州派恩布拉夫斯調車場
- 加利福尼亞州羅斯維爾戴維斯調車場

## 聯合太平洋路警
聯合太平洋鐵路自己的執法機構：聯合太平洋鐵路警察局以及所屬的特別反應小組，負責保衛鐵路沿線的安全，制止針對鐵路的犯罪。UP路警可跨州執法，並且執法場所不僅僅限於鐵路沿線，也包括了聯合太平洋所屬其它設施。特別反映小組負責處理及調查脫軌事故、人為破壞造成的事故、闖道口造成的事故、危險品運輸車輛事故等。同時也負責阻止一些小問題，如非法進入鐵路線、盜竊、扒車、破壞、塗鴉等。
聯合太平洋路警設在奧馬哈公司總部內，平時也常和聯邦、州執法機關密切合作。

## 聯合太平洋鐵路博物館

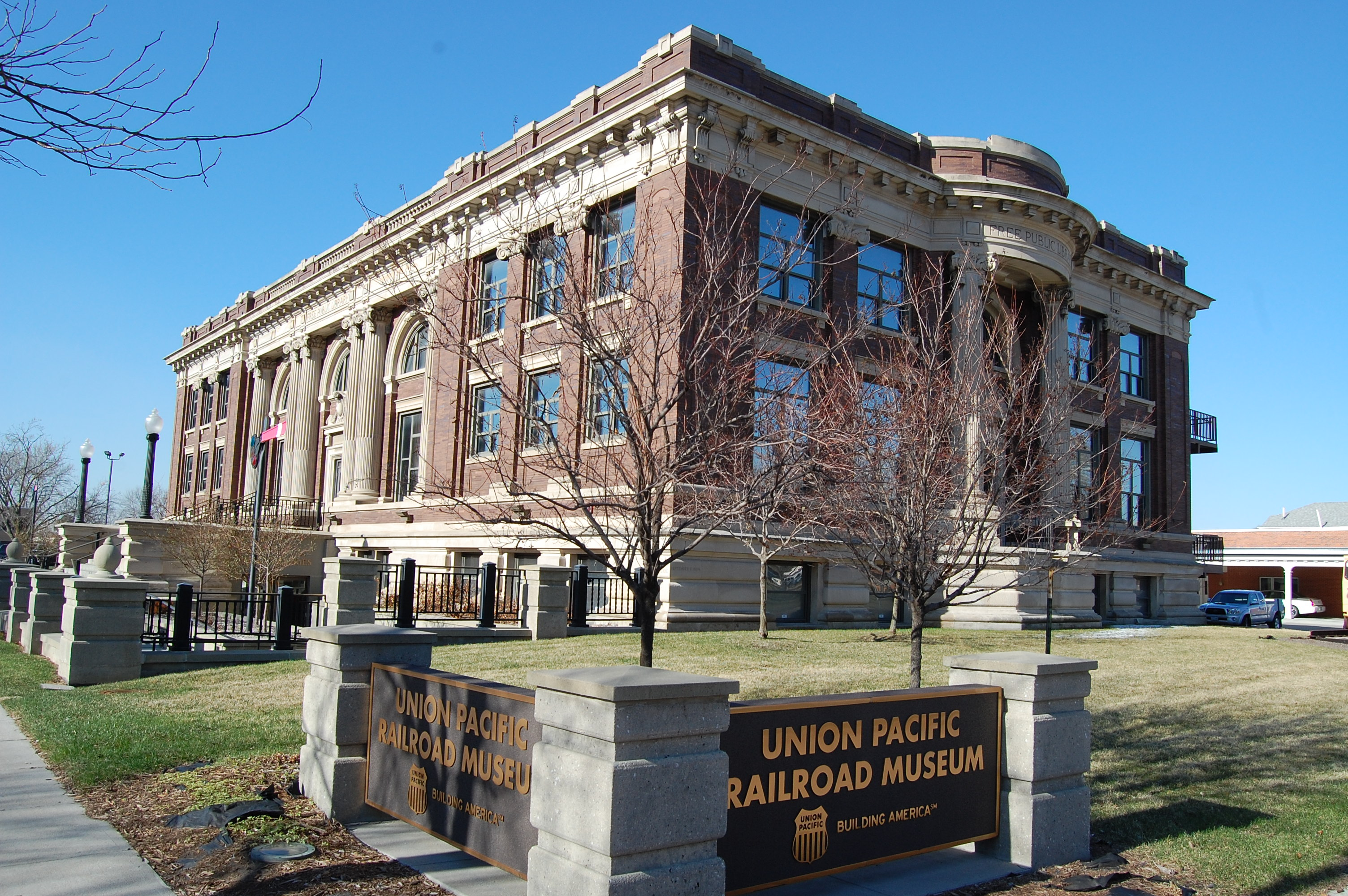
聯合太平洋鐵路博物館

聯合太平洋鐵路博物館位於愛荷華州康瑟尔布拉夫斯，是美國歷史最悠久的工業企業博物館之一，收藏有有模型、圖片及公司歷史文件，以展示公司歷史、首條橫貫大陸鐵路的建設和通車，以及鐵路對西進運動、美國中西部開發的貢獻。此外，博物館還收藏有19世紀至20世紀初西進移民的武器、生活用品等食物和歷史圖片。
2009年，電視節目"美國能量 (America Power Tour)" 攝製組曾有一期節目報道聯合太平洋鐵路博物館，並向觀眾展示鐵路對合眾國經濟的巨大影響。

## 使用車輛

### 車輛塗裝

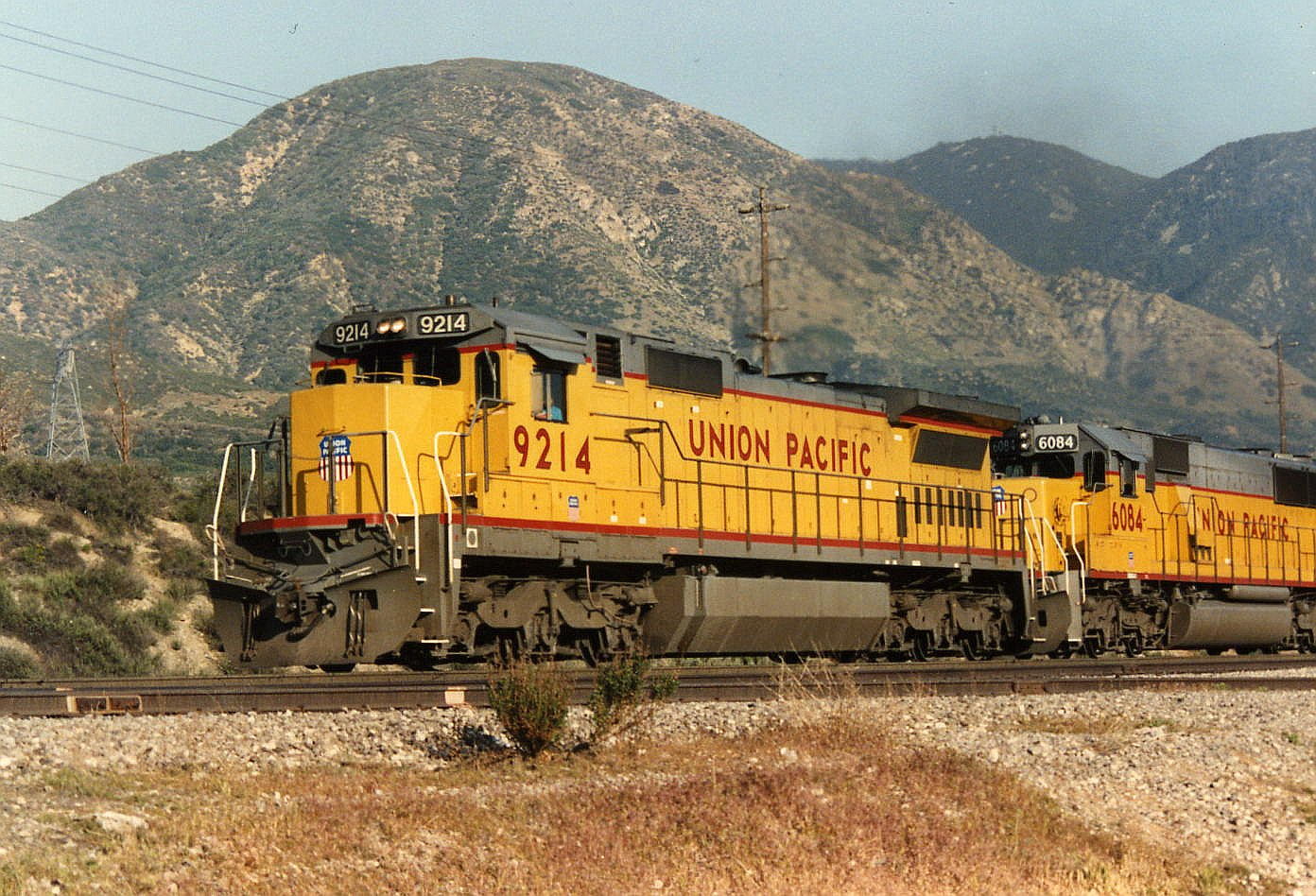
UP9214 為GE Dash 8-40C型柴油機車，此圖為典型UP機車塗裝

UP柴油機車塗裝方式為各大鐵路公司中最古老的，並且至今仍在使用中。約有一半至三分之二的機車採用裝甲黃作為塗裝。該塗裝來自於早年位於奧馬哈的“裝甲肉包裝公司”，而和字面意義的裝甲無關。裝甲黃用於車輛側壁，車身下部和車頂則採用港灣霧灰色塗裝。灰黃之間用一條紅色色帶隔開。美國聯邦鐵路管理委員會頒佈新的塗裝標準中，車身下部的紅帶將從前往後由紅漸變成黃色。2005年後重新塗裝的機車將採用這一標準。車身上“Union Pacific”字樣和車身編號則為黑邊紅字。早年使用的客運機車機鼻處有白邊綠底的飛翼圖案，部分2000年後塗裝的機車亦採用此圖樣。還有一部分機車在車身側面噴塗有飄動的星條旗並附帶"建設美國 (Building America)"的宣傳標語替代原本的公司名。這種塗裝方案俗稱"建設美國"、“飛翼”或者“旗幟和火焰”。
裝甲黃塗裝由1934年M-10000型高速列車首次採用，但當時，車底和車頂使用葉棕色。UP客車，車長車也採用類似塗裝。
UP蒸汽機車塗裝則各異。1940年中期以前，所有蒸汽機車塗裝大致相同：煙箱和火箱塗以石墨黑，而其餘部位塗以深黑色，標示為銀色。1940年中期以後，許多客運機車塗以雙色調灰色塗裝，以和客車塗裝相搭配。機車主體為淺灰色，一條深灰色色帶從車頭經外側走廊延伸道車尾，色帶有黃色鑲邊 (最早為銀色)，色帶中的字母和數字同樣為黃色。1952年後，客運機車塗裝回到了老式全黑塗裝，客車也全部採納裝甲黃式塗裝。

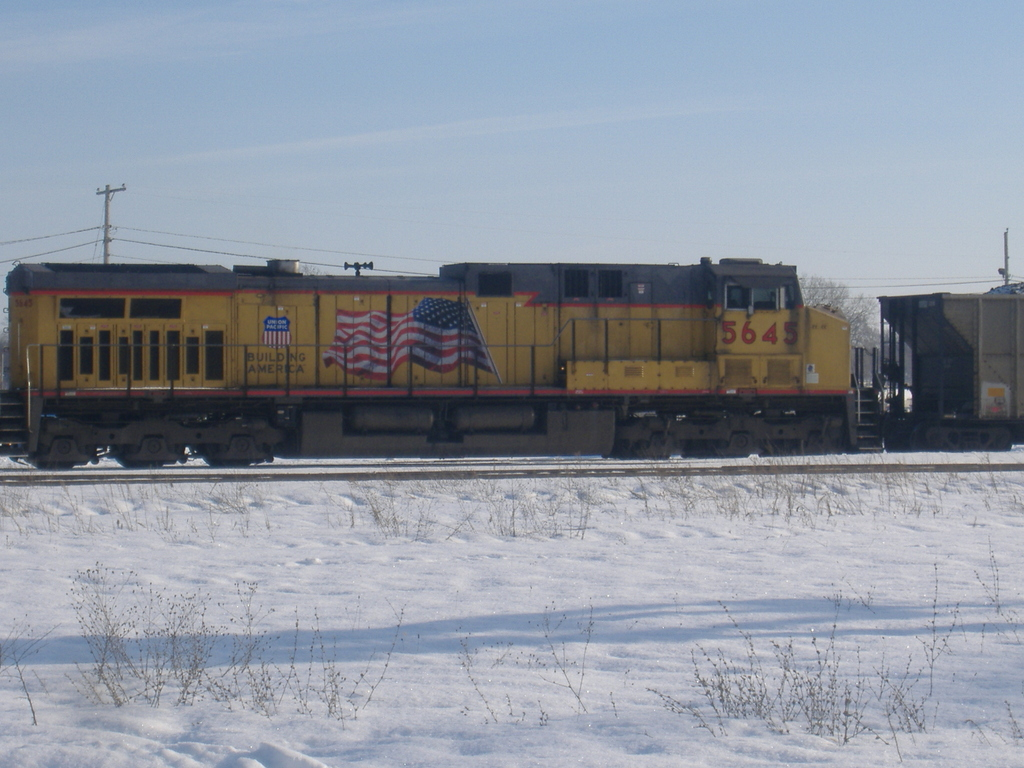
UP GE AC4400CW機車 #5645 位於密歇根州戰鬥溪， “旗幟和火焰”塗裝

2005年下半年至2006年夏，聯合太平洋宣布將採納新的“懷舊塗裝”用於新訂購的六台易安迪SD70ACe型柴油機車。該塗裝源於各大被UP收購的鐵路公司，同時車輛編號為該公司併入UP的年份：UP1982為密蘇裡太平洋鐵路塗裝；UP1983為西太平洋鐵路塗裝；UP1988為密蘇里、堪薩斯和德克薩斯鐵路塗裝；UP1995為芝加哥和西北鐵路塗裝；UP1996為南太平洋鐵路塗裝；UP1989為丹佛、格蘭德河和西部鐵路塗裝。雖然格蘭德河鐵路在被聯合太平洋收購前，已於1988年被南太平洋鐵路收購，並隨南太平洋鐵路一起加入了UP，但其路網和系統尚存。故UP仍然用以“懷舊塗裝”。
2005年10月，聯合太平洋將新訂購的一台SD70ACe型柴油機車命名為“喬治布殊號”，編號為UP4141。塗裝仿照空軍一號，並在側壁噴塗“喬治布殊"的字樣。
2010年3月21日，聯合太平洋鐵路將一台GE ES44AC柴油機車噴塗以美國童軍一百週年纪念塗裝。塗裝主體仍為裝甲黃，但在機鼻處塗有“BSA 2010"字樣，駕駛室車窗下也塗有童軍徽章。
2010年9月28日，聯合太平洋鐵路將一台GE ES44AC柴油機車的裝甲黃塗裝基礎上，在機鼻兩側噴塗巨大的粉絲帶，以紀念Susan G. Komen乳腺癌基金會。

### 2008年使用中的機車型號
截止2008年1月1日，共有8,595台機車運行在UP各線上，
| 種類      | 數量  |
| --------- | ----- |
| 4-6-6-4   | 1     |
| 4-8-4     | 1     |
| B40-8     | 91    |
| C40-8     | 333   |
| C40-8W    | 50    |
| C41-8W    | 154   |
| C4460AC   | 80    |
| C44-9W    | 274   |
| C44AC/CTE | 1,338 |
| C45AC/CTE | 775   |
| C6044AC   | 176   |
| C60AC     | 75    |
| DDA40X    | 1     |
| E9A       | 2     |
| E9B       | 1     |
| GP15-1    | 160   |
| GP38-2    | 334   |
| GP38AC    | 2     |
| GP39-2    | 49    |
| GP40      | 15    |
| GP40-2    | 142   |
| GP40-2P   | 2     |
| GP40M-2   | 65    |
| GP50      | 48    |
| GP60      | 194   |
| MP15AC    | 41    |
| MP15DC    | 102   |
| SD40-2    | 948   |
| SD40T-2   | 24    |
| SD40T-2R  | 84    |
| SD50      | 10    |
| SD60      | 85    |
| SD60M     | 560   |
| SD70ACe   | 321   |
| SD70M     | 1,452 |
| SD9043AC  | 309   |
| SW1500    | 18    |

### 繼承機車

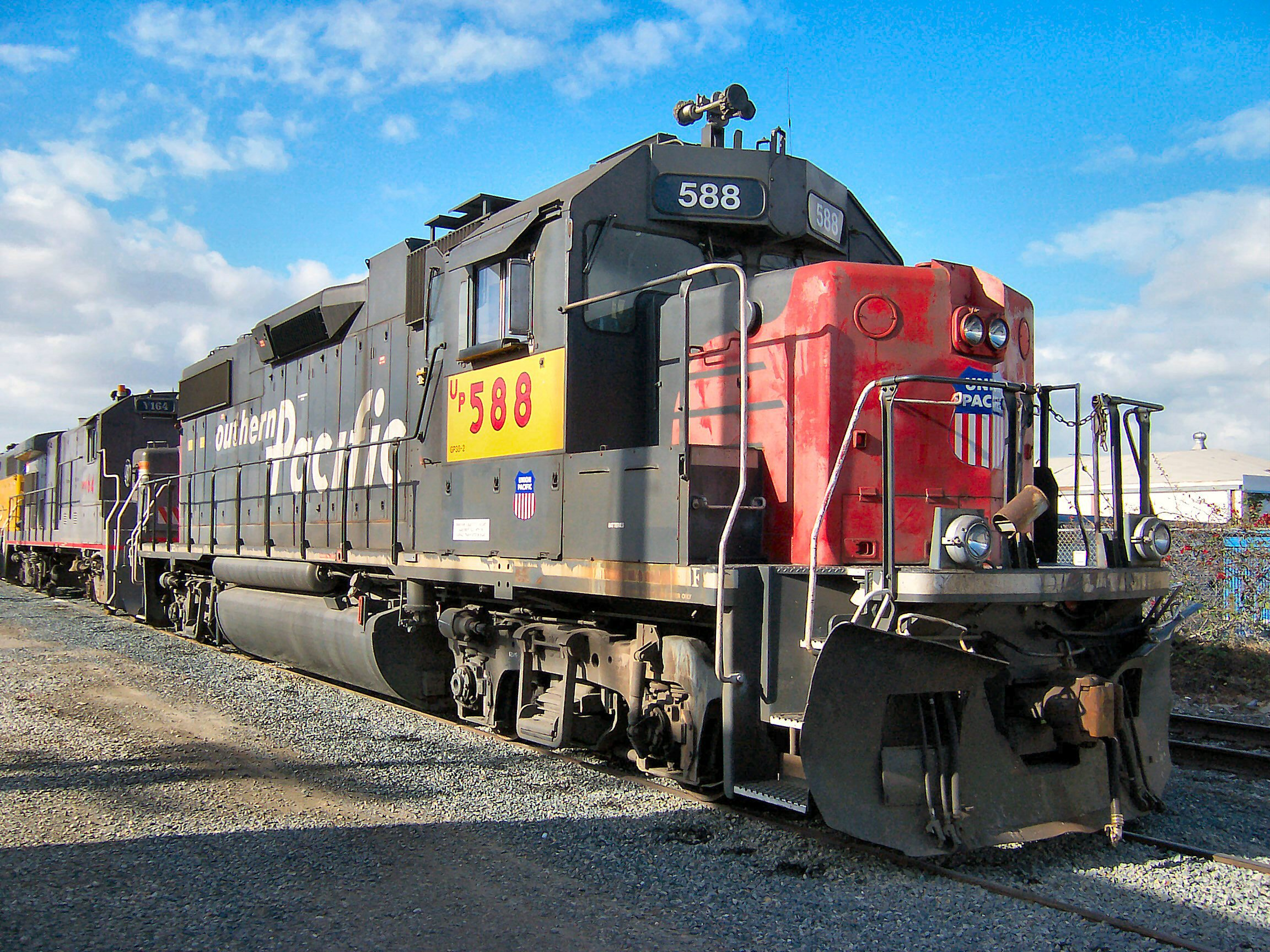
原南太平洋EMD GP38-2型柴油機車，保留原塗裝同時，僅在車頭噴塗聯合太平洋的徽章

2010年3月21日，有50台南太平洋鐵路機車、36台聖路易斯西南鐵路機車和2台芝加哥和西北鐵路機車仍然保留原塗裝。除此之外，UP接收的機車被或多或少的重新塗裝。原鐵路公司標誌被覆蓋以黃色色帶，並噴塗或更換UP的車輛號。至2005年，UP共登記在冊有以下機車重新噴塗：
- 37台來自於芝加哥和西北鐵路
- 455台來自於南太平洋鐵路
- 47台來自於聖路易斯西南鐵路
- 23台來自於丹佛、格蘭德河和西部鐵路

在UP的管理系統中，賦予原公司塗裝SD40-2 (3564)代碼。

### 動態保存機車

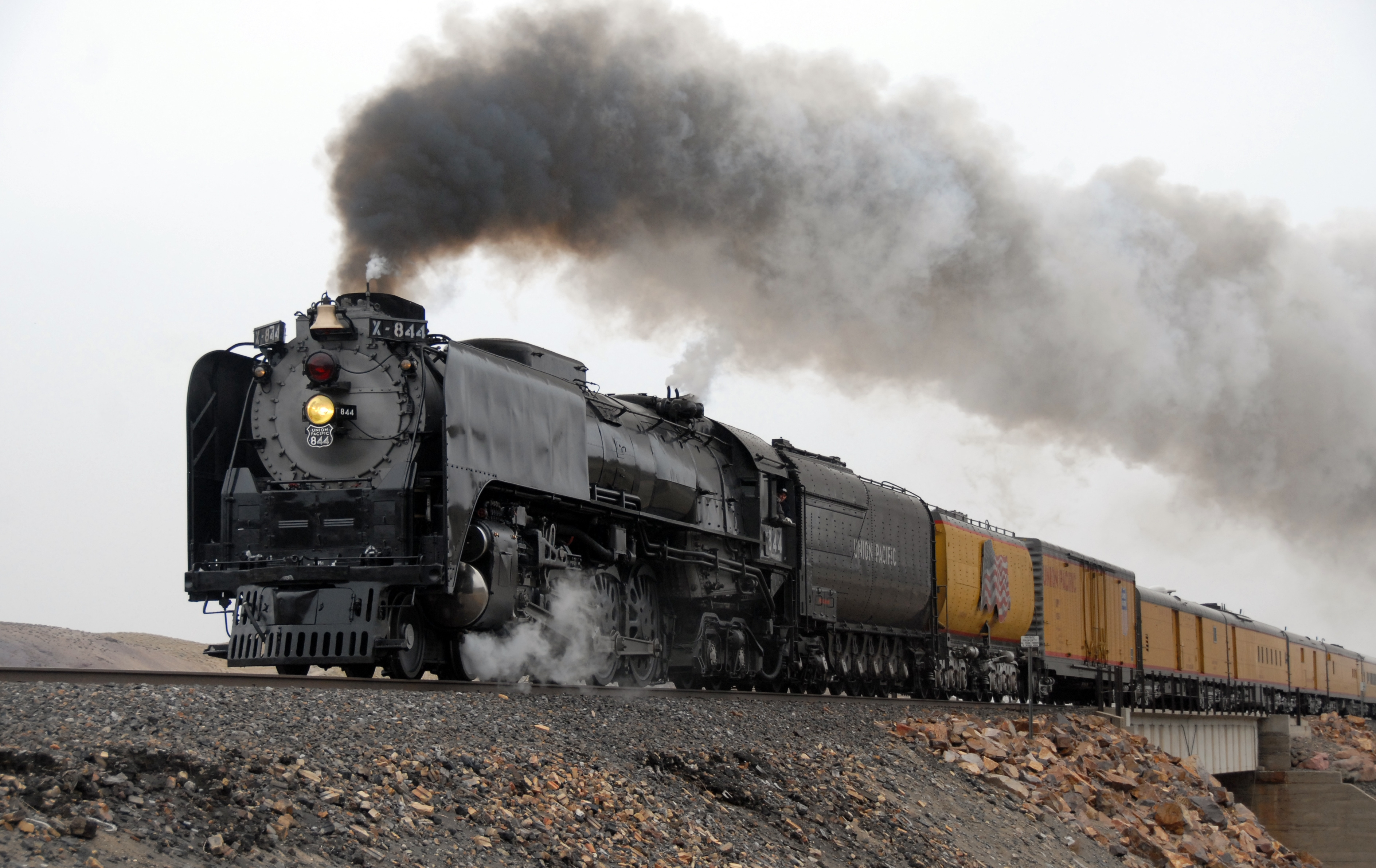
联合太平洋铁路844蒸汽机车，2009年9月15日从美国内华达州埃尔科驶往斯巴克斯。

除了在幹線和支線上運行的主力機車外，聯合太平洋鐵路亦將一些舊式機車修復，保持運行，主要用於牽引遊覽、觀光列車及不定期的貨運列車。車庫位於懷俄明州夏安市聯合太平洋舊站南側的扇形車庫：
- UP 844為4-8-4型"北方"客運型蒸汽機車 (FEF-3級)。1944年起交付，是UP使用的最後一列蒸汽機車，唯一一部從現役轉入動態保存的蒸汽機車。
- UP 4014 UP巨人号4-8-8-4型雙關節轉向架蒸汽機車，原展示於洛杉磯縣集市，聯合太平洋於2013年重新購買UP4014，修復工作於2016年8月11日正式開始，且進行升級，最大項目包括鍋爐燃燒方式由燃煤轉換至燃油，已於2019年5月初完成修復與試運轉，加入聯合太平洋動態保存蒸汽機車的行列，此舉取代UP 3985成為世上最大、輸出功率最強且可以運行的蒸汽機車。
- UP 6936為EMD生產的DDA40X“大陸型”柴油機車。該車為世界上最大的柴油機車，UP是其唯一用戶。
- UP 951, 949和963B為通用動力電機分部於1955年生產的E9型客運內燃機車，現用於牽引UP包租商務車輛。雖然外表仍維持1955柴油機車的樣子，原裝備兩台1200馬力12缸567系列發動機被一台EMD 16-645E型 2000馬力發動機取代，電氣和控制設備也被更新。有些資料稱其為“E38-2”型，根據是其動力設備來自報廢的GP38-2型柴油机车。三台機車中兩台為A型機車 (具備駕駛室及動力設備)，一台為B型 (僅有動力設備，無駕駛室)，B型同時帶有客車通電接口。所有A型機車的車鼻門被移除，以減少碰撞時傷害。
- UP 5511為2-10-2型蒸汽機車。該車知名度較低，蓋因從未捐獻給公眾展示之故。目前車況極佳，修復投入使用僅需數個星期即可。唯一的缺陷是其較大的氣缸和較小的動輪將其速度限制在40英里/小時(64公里/小時)。截止2004年8月，該車存放在夏延扇形車庫，UP有計劃將其出售。
- UP 1243為4-6-0型蒸汽機車，為UP現有最古老的機車，1890-1957年在役。起初存放於懷俄明州羅林斯，1990年外觀修復用於靜態展示，隨後和UP844一起作為“愛達荷和懷俄明火車”的一部分，放在一輛鐵路平車上移動。1996年移動至內布拉斯加州奧馬哈聯合車站博物館靜態展示。

除此以外還有部分車輛被封存準備修復：
- UP 3985為4-6-6-4型“挑戰者”級客貨兩用蒸汽機車。該車1962年退出現役，隨後被封存於扇形車庫。1975年移動至夏延車站員工停車場附近靜態展示。1981年，該車由一群志願者修復，將燃煤鍋爐升級成燃油鍋爐，並重新運行，該機車曾經是世上最大、輸出功率最強且可以運行的蒸汽機車。2007年經歷大修，並在2008年重新投入運作。2010年後封存於聯合太平洋位於夏安的蒸氣部門，UP 4014完成修復後將進行翻修，預計於2021年後重新復駛。

### 保存蒸汽機車

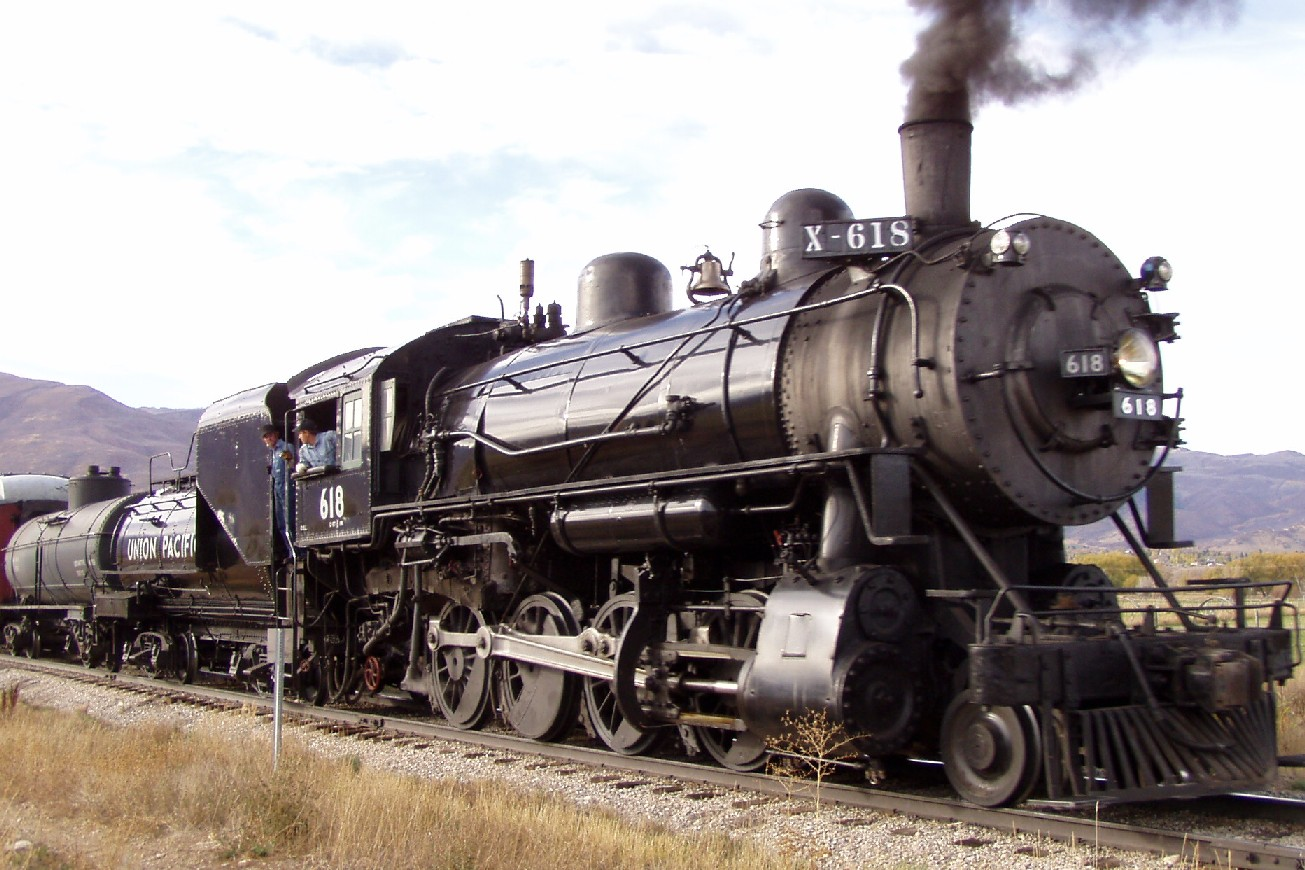
UP 618 在赫伯山谷古蹟鐵路上運行

除了上文所述的蒸汽機車外，仍有一些UP使用過的機車存留至今。部分車輛捐獻給UP曾經經過的城市和小鎮，部分車輛保存於各地博物館中。
- UP 18, 26 聯合太平洋鐵路燃氣輪機車，奇异公司生產。曾於1948年至1970年代作為貨運機車使用。UP是世界上唯一大規模採用燃氣輪機車的鐵路運輸系統，鼎盛年代曾佔貨運總量10%。數台燃氣輪機車保留做靜態展示，UP 18保存於伊利諾伊鐵道博物館，UP 26保存於猶他州鐵道博物館
- UP 407 2-8-0型蒸汽機車，1956年7月捐獻給內布拉斯加州悉尼
- UP 421 2-8-0型蒸汽機車，1956年4月捐獻給內布拉斯加州費爾伯里
- UP 423 2-8-0型蒸汽機車，1955年7月捐獻給內布拉斯加州基林
- UP 428 2-8-0型蒸汽機車，保存於伊利諾伊鐵道博物館
- UP 437 2-8-0型蒸汽機車，1955年9月捐獻給內布拉斯加州大島市
- UP 440 2-8-0型蒸汽機車，1955年5月捐獻給內布拉斯加州林肯市，1975年6月移至威斯康辛州中陸鐵路博物館
- UP 460 2-8-0型蒸汽機車，1956年4月捐獻給堪薩斯州瑪麗斯維爾
- UP 477 2-8-0型蒸汽機車，1955年7月捐獻給堪薩斯州薩林
- UP 480 2-8-0型蒸汽機車，1956年2月捐獻給內布拉斯加州北普拉特
- UP 481 2-8-0型蒸汽機車，展示於內布拉斯加州卡尼的水牛縣歷史博物館
- UP 485 2-8-0型蒸汽機車，1956年6月捐獻給內布拉斯加州萊辛頓
- UP 529 2-8-0型蒸汽機車，展示於華盛頓州斯诺夸尔米西北鐵路博物館
- UP 533 2-8-0型蒸汽機車，1958年12月捐獻給懷俄明州羅林斯
- UP 561 2-8-0型蒸汽機車，展示於內布拉斯加州哥倫布波尼公園
- UP 616 2-8-0型蒸汽機車，1958年8月捐獻給愛達荷州楠帕
- UP 618 2-8-0型蒸汽機車，仍在赫伯山谷古蹟鐵路上動態展出
- UP 737 4-4-0型蒸汽機車，曾為賓夕法尼亞州“蒸汽國度”鐵路博物館藏品，後移至加利福尼亞州波托拉的羽毛河鐵路博物館，目前展示於加利福尼亞州斯蒂文森的"雙T"農業博物館。
- UP 119 4-4-0型蒸汽機車。原車已拆毀，現車為1979年複製品。目前動態展示於“金道釘國家史跡” (首條橫貫大陸鐵路完工之地)
- UP 814 4-8-4型蒸汽機車，展示於康瑟尔布拉夫斯道奇街
- UP 833 4-8-4型蒸汽機車，展示於猶他州奥格登艾克爾斯聯合車站鐵路博物館
- UP 942 EMD E8型柴油機車，動態展示於加利福尼亞“橙色帝國鐵路博物館”
- UP 1242 4-6-0型蒸汽機車，展示於懷俄明州夏延市
- UP 2005 2-8-2型蒸汽機車，展示於愛達荷州波卡特洛

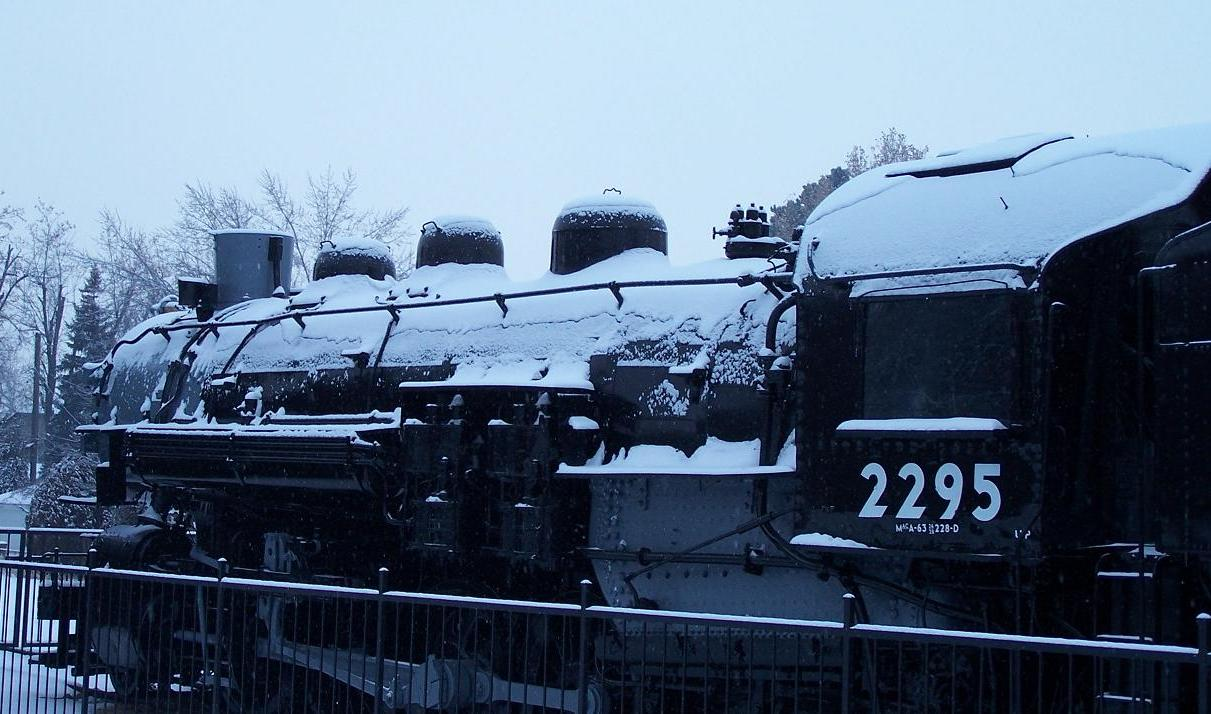
UP 2295, 展示於愛達荷州博伊西市, 2009年

- UP 2295 2-8-2型蒸汽機車，展示於愛達荷州博伊西市聯合太平洋鐵路車站
- UP 2537 2-8-2型蒸汽機車，1959年12月捐獻給華盛頓州瓦拉瓦拉
- UP 2564 2-8-2型蒸汽機車，原於1959年5月展示於加利福尼亞州奧羅格蘭德，後移至佩里斯“橙色帝國鐵路博物館”
- UP 3203 4-6-2型蒸汽機車，1958年1月捐獻給俄勒岡州波特蘭。原為“俄勒岡鐵路和導航公司”197號機車。1996移至布魯克林扇形車庫整修，預計2012年重新投入動態展示
- UP 3206 4-6-2型蒸汽機車, 原展示於華盛頓州斯波坎高橋公園。 1978移動至集市
- UP 3977 為僅存的4-6-6-4型“挑戰者級” 客貨兩用蒸汽機車。現靜態展示於內布拉斯加州北普拉特寇迪公園
- UP 4004 UP巨人号4-8-8-4型雙關節轉向架蒸汽機車，展示於懷俄明州夏延市節日公園
- UP 4005 UP巨人号4-8-8-4型雙關節轉向架蒸汽機車，展示於科羅拉多州丹佛市佛尼交通運輸博物館
- UP 4006 UP巨人号4-8-8-4型雙關節轉向架蒸汽機車，展示於密蘇里州聖路易斯市國家運輸博物館
- UP 4012 UP巨人号4-8-8-4型雙關節轉向架蒸汽機車，原展示於 佛蒙特州貝洛斯福爾斯後，移動至賓夕法尼亞州斯克蘭頓“蒸汽國度”鐵路博物館
- UP 4017 UP巨人号4-8-8-4型雙關節轉向架蒸汽機車，展示於威斯康辛州綠灣國家鐵路博物館
- UP 4018 UP巨人号4-8-8-4型雙關節轉向架蒸汽機車，原展示於德克薩斯州達拉斯市德克薩斯州集市，編號為4018，目前位於該市美國鐵路博物館。曾有計劃修復動態運行被參與電影制作，但並未實施
- UP 4023 UP巨人号4-8-8-4型雙關節轉向架蒸汽機車，展示於內布拉斯加州奧馬哈市Lauritzen Gardens/Kenefick Park。曾有傳言UP慾將其修復做動態展示。
- UP 4420 0-6-0型蒸汽機車，1958年6月捐獻給懷俄明州伊凡斯頓
- UP 4436 0-6-0型蒸汽機車，展示於猶他州奥格登艾克爾斯聯合車站鐵路博物館
- UP 4439 0-6-0型蒸汽機車，展示於洛杉磯格里菲斯公園
- UP 4442 0-6-0型蒸汽機車，1960年4月捐獻給內華達州拉斯維加斯市。後移至亨德森市
- UP 4455 0-6-0型蒸汽機車，曾運行於懷俄明州拉勒米市“拉勒米波特蘭混凝土公司” 的廠用線。1965年捐獻給"科羅拉多鐵路博物館"
- UP 4466 0-6-0型蒸汽機車，1920年由利馬機車廠生產，1999年前曾在加州鐵路博物館作為動態展示，現為靜態展示
- UP 6051 2-8-0型蒸汽機車，展示於加利福尼亞州河邊費爾芒特公園。
- UP 6072 2-8-0型蒸汽機車，展示於堪薩斯州萊利堡的萊利堡公園
- UP 6237 2-8-0型蒸汽機車，1956年7月捐獻給內布拉斯加州黑斯廷斯
- UP 6264 2-8-0型蒸汽機車，展示於內華達州波爾德市內華達州鐵路博物館
- UP 6535  2-8-0型蒸汽機車，展示於懷俄明州拉勒米的拉龐特公園
- UP 6900 “大陸系列” ，許多EMD DDA40X柴電機車保留至今。除了UP 6936用於公司內部動態展示外，已全部退役。在伊利諾伊鐵路博物館, 原UP 6930仍然保留了控制設備，能控制與之連接的其餘動態展示車輛運行
- UP 9000, 屬於UP 9000級4-12-2 型非關節轉向架型重型貨運機車。展示於洛杉磯波莫纳市場公園

## 客運服務
從1869年至1971年，UP曾是美國中西部和西部鐵路客運主力運營商，其幹線為“陸上線路”。最後一般開行的UP客車為芝加哥開往洛杉磯方向的洛杉磯城號。1971年5月1日美鐵成立後，UP全面退出客運。UP曾經營運的線路有：
- 孤峰特別列車 (猶他州鹽湖城-蒙大拿州比尤特)
- 挑戰者 (和芝加哥和西北鐵路聯運至1955年10月，後改為和密爾沃基鐵路聯運)
- 丹佛城號 (和芝加哥和西北鐵路聯運至1955年10月，後改為和密爾沃基鐵路聯運)
- 拉斯維加斯城號，後改名拉斯維加斯節日特別列車 (1956–1967)
- 洛杉磯城號 (和芝加哥和西北鐵路聯運至1955年10月，後改為和密爾沃基鐵路聯運)
- 波特蘭城號 (和芝加哥和西北鐵路聯運至1955年10月，後改為和密爾沃基鐵路聯運)
- 薩林納城號 (1934–1940)
- 舊金山城號 (和芝加哥和西北鐵路和南太平洋鐵路聯運至1955年10月，後由密爾沃基鐵路運營芝加哥至奧馬哈段)
- 聖路易斯城號
- 科倫拜號 (芝加哥-丹佛，1920年代開始運營)
- 四十九人號 (芝加哥-奧克蘭)
- 金色海岸號' (芝加哥-奧克蘭/洛杉磯)
- 愛達荷人號 (夏延－波特蘭)
- 洛杉磯特快 (1905年開行)
- 飛躍者號，1890年改名為“飛躍者特快號”(1887–1963)
- 太平洋特快 (芝加哥-奧格登，1913年起，延長至洛杉磯和舊金山 (支線) 。1947年和波特蘭玫瑰號合併)[17]
- 小馬特快, (堪薩斯市-洛杉磯) (1926—1954)
- 波特蘭玫瑰 (芝加哥-波特蘭，1920代開行)[18]
- 舊金山飛躍者 (原為芝加哥-奧克蘭，後終止於聖路易斯)
- 斯波坎號 (斯波坎-波特蘭)
- 猶他N號 (夏延-洛杉磯)
- 黃石旅遊列車 (愛達荷州波卡特洛－蒙大拿州黃石國家公園)

UP目前客運業務僅保留芝加哥通勤鐵路的三條線路： 聯合太平洋西線、聯合太平洋西北線和聯合太平洋北線。
數條美鐵線路使用UP的路軌：
- 美鐵瀑布號
- 加州和風號
- 首都走廊號
- 紅衣主教號
- 海岸星光號
- 印第安納州號
- 林肯服務號
- 密蘇里河奔跑者號
- 太平洋衝浪者號
- 聖華金號
- 日落特快號
- 德州之鷹號

## 事故

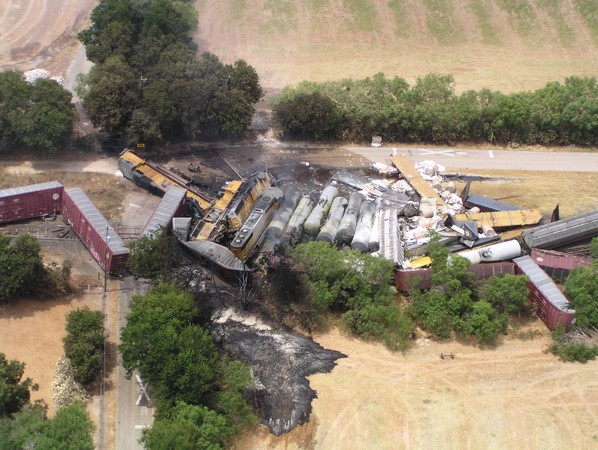
2004年6月28日UP貨運列車脫軌事故航拍圖，位於德克薩斯州麥克唐納

2004年6月28日，一列UP列車和BNSF列車在德克薩斯州麥克唐納相撞，造成約90噸液氯泄漏，形成致命性“黃霧”。共有三人死亡 (一人為UP車長，另兩人為附近居民)，43人入院治療。事故造成財產損失於善後處理共耗資7百萬美元。
近年的另一起脫軌事故發生於1994年德克薩斯州聖安東尼奧附近的比爾縣，並造成一人死亡。參議院Kay·Hutchinson向聯邦政府申請對此次事故調查。
曾有許多居住在鐵路附近的人士要求聯合太平洋將運送危險化學品的列車改道，不再經由市區或居民區。 2005年3月，德州州長里克·佩里宣布將支持UP的改線計劃，危險品列車將不再從從城鎮和高密度人口區穿行。
麥克唐納鎮事故調查揭示了聯合太平洋鐵路部分安全隱患。“聯邦鐵道管理局 (FRA)”於同年發表的官方調查結果表明，UP在此次事故中存在部分員工忽視公司安全守則，列車車組疲勞駕駛等。此外，聯合太平洋鐵路在組織上亦對事故有著“不可推卸的責任”，裝載液氯的罐車被不合理的至於編組前部。根據慣例，裝載危險品的車輛應當位於編組後部，一方面減少發生一般撞車事故時波及的概率，另一方面也避免貨車和機車相撞造成嚴重的二次損害。
作為麥克唐納鎮事故事故的後續，2004年11月，聯邦鐵道管理局和UP簽署一項備忘錄，要求每一項被FRA監督員發現的安全隱患都應當被“立即改正”。此外，FRA要求公司加強對員工的安全教育，並且增加FRA安全監督員的數量。然而聯邦眾議員Charlie Gonzalez質疑這份備忘錄是否真的能起有效監管作用。他和其他一些國會議員在紐約時報發表文章稱FRA的首長Betty Monro和UP的首席掮客Mary E. McAuliffe私交過密，“多次一起在南塔基特島渡假”。
隨後的數年內，UP聖安東尼奧中心所屬路段多次發生脫軌事故。2009年，一列滿載液氯和石腦油的列車在德克薩斯州舒倫堡脫軌，所幸並未發生泄漏。
2012年6月24日，兩輛UP列車在俄克拉何馬城西北300英里處的古德維爾相撞，機車燃油泄漏造成大火，造成三名車組人員死亡。當時，一輛列車應當停在測線待避另一輛通過。
2012年11月15日，在德克薩斯州米德蘭，UP列車在道口和一輛遊行花車相撞，造成參加老兵紀念活動的4名退伍老兵死亡。

## 統計數據

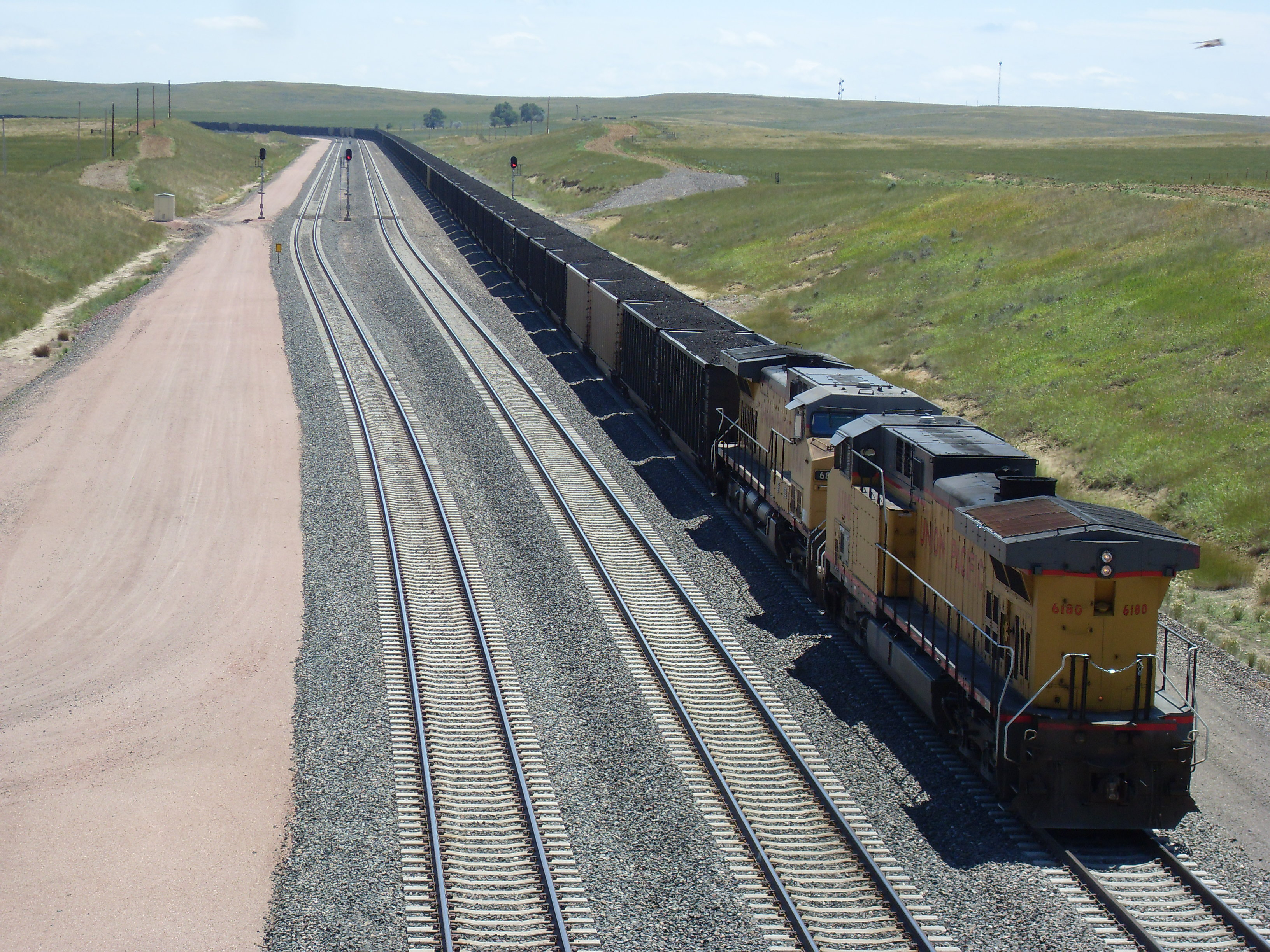
由兩台機車重聯牽引的漏斗型敞車

根據UP 2007年出具的年度投資者報表在該年年底，UP共有逾5萬名員工， 8,721台機車和94,284輛貨運列車。
具體種類為：
- 35,437輛漏斗型加蓋敞車
- 12,272輛 棚车
- 18,647輛漏斗型無蓋敞車
- 13,780輛低沿敞車
- 14,148輛其他車種

除此之外，UP還擁有6,950輛工程車輛。 2007年底機車平均車齡為14.8年，貨車為28年。

## 歷任總裁
聯合太平洋鐵路總裁：
- 威廉·巴特勒·奧格登 (1862–1863)
- 约翰·亚当斯·迪克斯 (1863–1865)
- 小奧利弗·埃姆斯 (1866–1871)
- 托馬斯·亞歷山大·斯考特 (1871–1872)
- 賀拉斯· F·克拉克 (1872–1873)
- 約翰·達夫 (1873–1874)
- 悉尼·狄龍 (1874–1884)
- 小查爾斯· 弗朗西斯·亞當斯 (1884–1890)
- 悉尼·狄龍 (1890–1892)
- S·H·H·克拉克 (1890–1898)
- W·S·皮爾斯 (代理) (1897)
- 賀拉斯·G·博特 (1898–1904)
- E·H·哈里曼 (1904–1909)
- 羅伯特·S·絡維特 (1910–1911)
- A·L·莫勒 (1911–1916)
- E·E·加爾文 (1916–1918)
- C·B·塞格爾 (1918–1919)
- 卡爾·R·格雷 (1920–1937)
- 威廉·M·傑弗斯 (1937–1946)
- G·F·阿什比 (1946–1949)
- A·E·斯托達德 (1949–1965)
- E·H·貝利 (1965–1971)
- 約翰·肯尼菲克 (1971–1986)
- 小安德魯·L·劉易斯 (1986–1987)
- 麥克·沃爾什 (1987–1991)
- 理查德·K·戴維遜 (1991–1996)
- 羅恩· 博恩斯 (1996年數月)
- 傑里·戴維斯 (1996–1998)
- 艾克· 埃文斯 (1998–2004)
- 詹姆斯·R·楊 (2004–至今)

聯合太平洋公司CEO，經理和總裁
- 約翰·肯尼菲克 (1986年數月)
- 小安德魯·L·劉易斯 (1986–1997)
- 理查德·K·戴維遜  (1997 – 2006年1月)
- 詹姆斯·R·楊 (2006年1月－至今)

## 環保相關
聯合太平洋鐵路近年來訂購“綠色型”柴油機車，並在操作中注意節約能耗。聯合太平洋宣稱自身為“...致力於為子孫後代保護環境。本公司向所有員工、顧客、股東和社區承諾遵守一切環保法律和法規...我們將繼續致力於物流途中的環境保護措施”等等。在俄勒岡州尤金市，UP和俄勒岡環境質量部門合作，研究解決貨場的污染問題。該貨場繼承至南太平洋鐵路，已使用逾百年。地面存在汽油、烃類、工業溶劑等多種污染物，並且影響了附近地下水的水質。
聯合太平洋鐵路目前正在開展一項研究以減輕機車污染排放。在煙道中加裝氧化催化劑和濾過裝置，能減少未完全燃燒的柴油、一氧化碳和顆粒物的排放。美国国家环境保护局車輛排放國家實驗室提供了資金支持。使用超低硫汽油以及氧化催化劑能減輕柴油機車50%顆粒廢物、38%未完全燃燒柴油以及82%一氧化碳的排放。